# Christian de Chergé
Charles Marie Christian de Chergé (ur. 18 stycznia 1937 w Colmarze, zm. prawdopodobnie 21 maja 1996 w Algierii) – francuski ksiądz katolicki, trapista, błogosławiony Kościoła katolickiego. Zwolennik dialogu chrześcijańsko-muzułmańskiego. Przeor wspólnoty w Tibhirine w Algierii.
Porwany i zamordowany wraz z 6 współbraćmi najprawdopodobniej przez terrorystyczną Zbrojną Grupę Islamską podczas wojny domowej w Algierii.

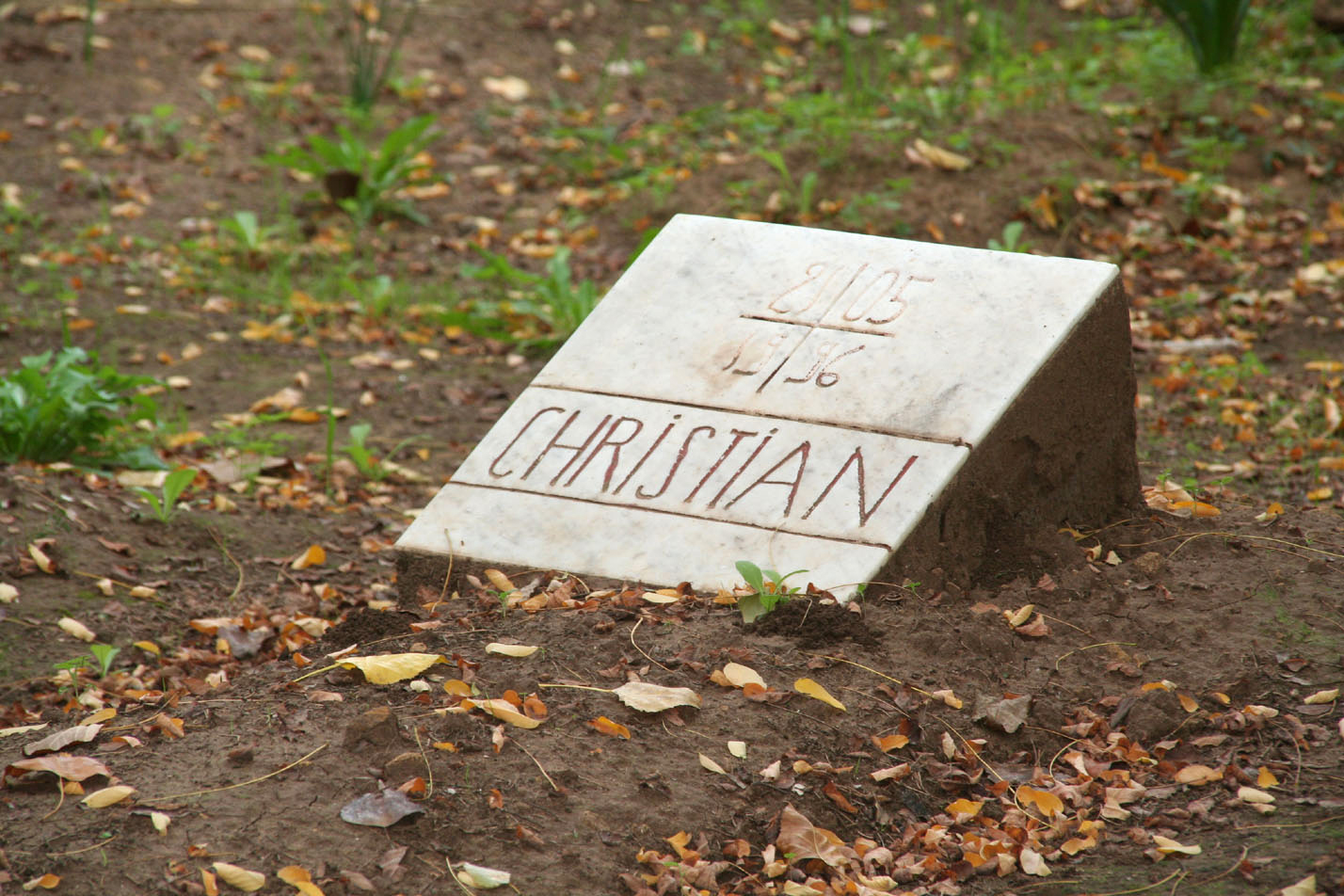
Grób Christiana de Chergé, klasztor Tibhirine, Algieria

## Życiorys
Po studiach w paryskim Séminaire des Carmes przyjął święcenia kapłańskie w 1964 roku.
Do Tibhirine przybył w 1971 r. Prowadził studia porównawcze między islamem a chrześcijaństwem, uczył się też arabskiego. Śluby wieczyste złożył 1 października 1976 w klasztorze Tibhirine, a 31 marca 1984 został jego przeorem.
Starał się ze swoją wspólnotą o pokojowe i życzliwe współistnienie obok muzułmańskich sąsiadów. De Chergé był jednak realistą i przewidywał, że wzrost integryzmu religijnego i wraz z nim fanatyzmu może zagrozić istnieniu klasztoru. Tym przemyśleniom dał wyraz w swoim Testamencie.
Ks. Henryk Seweryniak nazwał testament o. Christiana „niezwykłym testamentem chrześcijańskiej samoświadomości”.

## Testament Christiana de Chergé
Po zabójstwie braci z Tibhirine odnaleziono testament o. Christiana. Jego ostateczna wersja powstała w domu dla starszych kapłanów w Algierze, prowadzonym przez polską siostrę Lidię, pod ikoną Matki Boskiej Ostrobramskiej. Jego treść brzmi: 
Gdybym pewnego dnia - choćby i dzisiaj - stał się ofiarą terroryzmu, który - jak sądzę - jednakowo traktuje wszystkich żyjących w Algierii obcokrajowców, chciałbym, aby moja wspólnota, mój Kościół, moja rodzina, pamiętali, że moje życie było dane Bogu i temu krajowi. Chciałbym, aby zrozumieli, że jedyny Władca wszelkiego zycia miał udział w tym odejściu, nawet brutalnym. Niech się modlą za mnie. Jakże mógłbym być tego godzien Niech umieją połączyć tę śmierć z tyloma innymi, równie gwałtownymi, które dla wielu pozostają obojętne i anonimowe. Moje życie nie jest ani więcej, ani mniej warte niż jakiekolwiek inne. W każdym razie daleki jestem od dziecięcej niewinności. Żyłem wystarczająco długo, by dostrzec, że i ja współdziałałem ze złem, które wydaje mi się, że - niestety- w świecie zwycięża. Czuję się wspólnikiem nawet tego zła, które ślepo we mnie uderzy. 
Gdy przyjdzie ten moment, chciałbym mieć chwilę jasności widzenia, aby móc przeprosić Boga  i innych braci w człowieczeństwie, a także przebaczyć z całego serca tym, którzy mnie zasmucili. 
Nie pragnę śmierci. Myślę, że ważne jest, bym to powiedział. Jakże bym mógł tego chcieć, skoro odpowiedzialność za zabójstwo spadłaby na cały naród, który tak kocham. Zbyt drogo kosztowałoby to, co będzie, być może, nazwane łaską męczeństwa, gdyby miało być spowodowane przez Algierczyka, zwłaszcza przekonanego, że działa zgodnie z islamem. Wiem, jaką pogardą otaczano całą Algierię znam także karykatury islamu wynikające z pewnej formy idealizmu. Utożsamiając islam z integryzmem, ludzie zbyt łatwo uspokajają swoje sumienie. 
Widzę to inaczej. Dla mnie Algieria i islam są jak ciało i dusza. 
Myślę, że najlepiej, jak umiałem głosiłem wszystkim prawdę, odnajdując w niej prostą ścieżkę Ewangelii, otrzymanej na kolanach matki - mojego pierwszego Kościoła - i to właśnie w Algierii, od początku w szacunku dla wiedzących muzułmanów. 
Oczywiście po mojej śmierci zatriumfują ci, którzy mnie uważali za naiwnego idealistę. „Teraz niech powie, kto miał rację”. Chcę im powiedzieć, że - jeśli Bóg tak zechce - zdołam zaspokoić moją nieposkromioną ciekawość. Będę mógł zanurzyć moje spojrzenie w spojrzeniu Ojca i razem z Nim widzieć Jego dzieci wyznające islam, widzieć je takie, jakie On widzi. Jaśniejące chwałą Chrystusa, będące owocem Jego męki. Obdarzone darem Ducha, którego tajemniczą radością pozostanie budowanie więzi, przywracanie podobieństw, godzenie różnic.
Dziękuję Bogu, że chyba zechciał przeznaczyć całe moje życie - to życie stracone, życie moje i życie ich - na tę właśnie radość, wbrew wszystkiemu i mimo wszystko. 
W tym „dziękuję”, w którym zawarte jest wszystko, zamykam oczywiście was, przyjaciele z wczoraj i dzisiaj, a także was - tam przy mojej matce i ojcu, moich siostrach, braciach i ich bliskich - stokrotnie pomnożonych według Jego obietnicy! 
I ciebie także, przyjacielu z ostatniej minuty, który nie będziesz wiedział, co czynisz. Tak, tobie także chcę powiedzieć: „dziękuję i do zobaczenia”. Oby nam było dane, jak dobrym łotrom, spotkanie w raju, jeśli zechce Bóg, Ojciec obu. 
Amen, Inszallah! 

Algier, 1 grudnia 1993 roku – Tibhirine, 1 stycznia 1994 roku